# Intertrigo
Die Intertrigo – auch als intertriginöses Ekzem, Wundsein oder Hautwolf bezeichnet – ist eine rote, nässende Entzündung der Haut, die durch eine Aufweichung der Haut gefördert wird, z. B. bei Harninkontinenz, starkem Schwitzen oder durch Reibung, und in Hautfalten vorkommt. Intertrigo ist ein klinischer Oberbegriff ohne Hinweis auf die Ursache.

## Symptome, Lokalisation

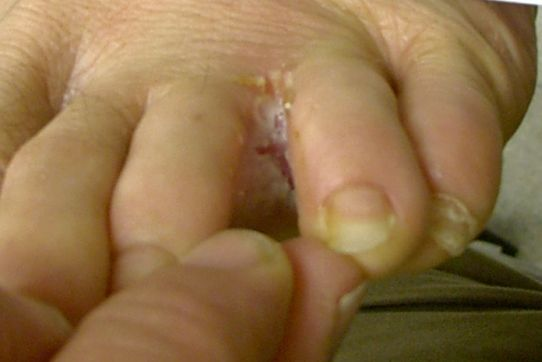
Intertrigo im Zehenzwischenraum

Die Hautschädigung verursacht meist ein brennendes oder juckendes Missempfinden an den betroffenen Stellen. Es kann zur Sekretion von wässriger Wundflüssigkeit kommen. Häufig finden sich papulovesikulöse bis pustulöse Satelliten (Pustelsaum) um die betroffenen Hautareale. Es können sich Bläschen und Hauterosionen bilden.
Oft entsteht eine Intertrigo bei übergewichtigen Personen, da hier an mehreren Stellen Haut auf Haut zu liegen kommt. Typisch sind Rhagadenbildung, weißliche Mazeration auf gerötetem Grund, scharf begrenzte, peripher teils schuppende Erytheme, vor allem submammär (in der Brustfalte), inguinal (in der Leistenfalte), axillar (in der Achselfalte), perianal (in der Analfalte), interdigital (in den Fingerzwischenräumen) und am Mundwinkel lokalisiert.  Ein unangenehmer, süßlicher Fötor kann auf eine bakterielle Infektion hinweisen.

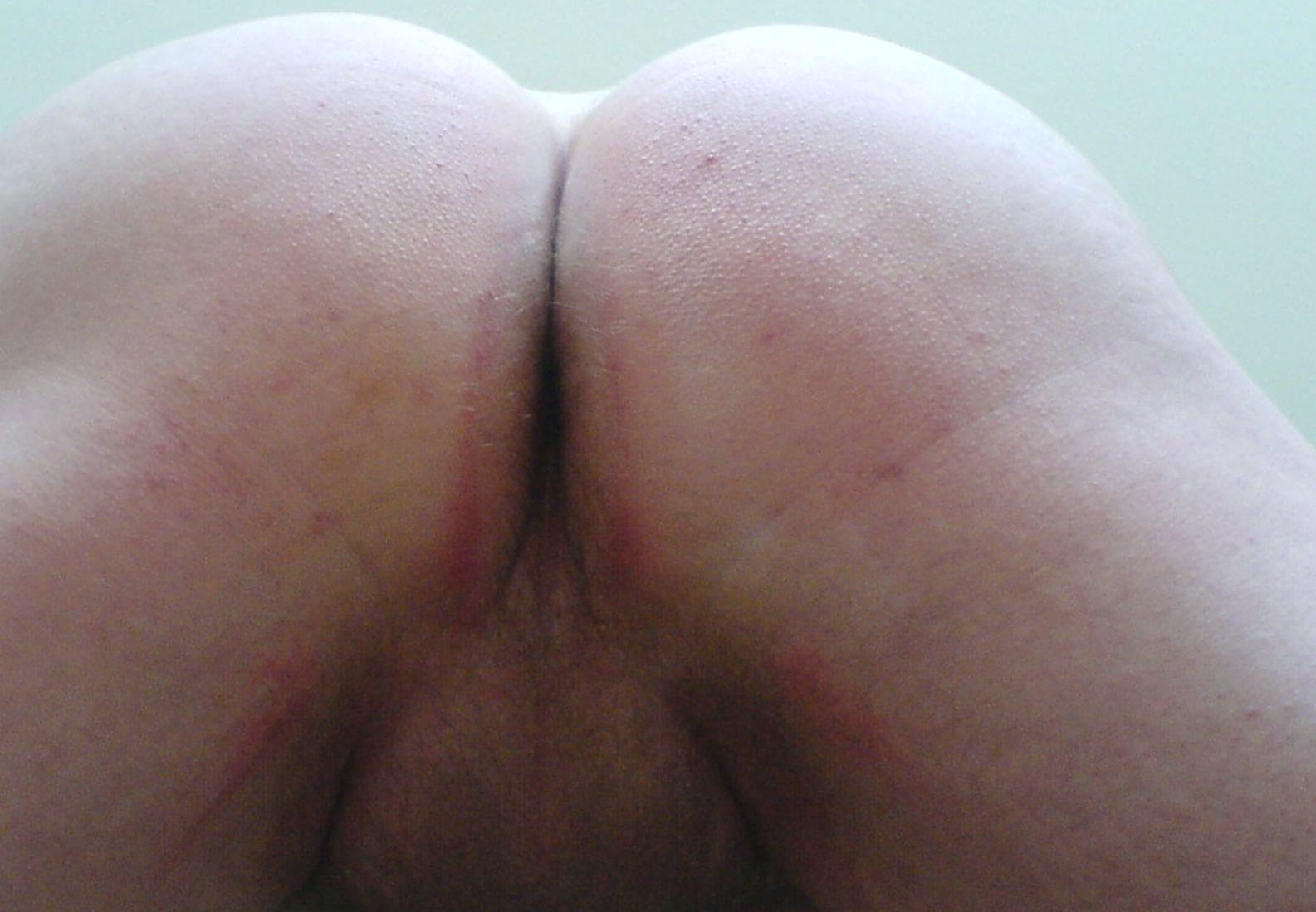
Intertrigo perinealis

Die Intertrigo perinealis (am Damm und zwischen den Gesäßbacken und Oberschenkeln) wird auch als Wolf bezeichnet.
Bei Hunden sind vor allem die Lefzenfalten beim Cockerspaniel (→ Lefzenekzem), die Stirnfalten kurzköpfiger Hunderassen, die Vulva bei übergewichtigen Tieren, die Hodensackregion bei älteren Rüden und die Hautfalten von Shar-Peis betroffen.

## Erreger
Häufigster Erreger beim Menschen ist Candida albicans (vgl. Kandidose).
Bei Hunden ist vor allem Staphylococcus intermedius für Intertrigines verantwortlich.

## Therapie
Das Wesentliche der Behandlung besteht in einer sorgfältigen Hautpflege. Bei entsprechender bakterieller Besiedlung sind Antibiotika, bei Pilzbefall Antimykotika indiziert. Nässende Stellen sollten nicht – wie früher üblich – mit Puder versorgt werden, da es schnell zur Bildung von Klumpen kommt, die die ohnehin schon gereizte Haut zusätzlich beanspruchen. Stattdessen werden Mullkompressen oder Leinenlappen in die entsprechende Falte gelegt, um mechanische Reize zu puffern und Feuchtigkeit zu binden.

## Prophylaxe
Als Prophylaxe dient, neben der Mobilisation, die Vermeidung der Entstehung von „feuchten Kammern“ sowie eine angemessene Körperpflege, besonders bei Bettlägerigkeit und starkem Schwitzen. Die Haut soll möglichst trocken gehalten werden, wobei Feuchtigkeit abgetupft und nicht abgerieben wird. Bei stärkerem Schwitzen können Kompressen o. ä. in die gefährdeten Hautfalten eingelegt werden. Bei der Lagerung immobiler  Pflegebedürftiger sollten gefährdete oder betroffene Hautstellen möglichst frei liegen und gut zugänglich sein.
Im Sport wird die Reibung der betroffenen Hautpartien durch das Auftragen fetthaltiger Pflegeprodukte wie Vaseline, Melkfett oder Hirschtalg oder durch das Tragen von speziell geschnittener Funktionskleidung wie beispielsweise Radhosen verringert.
Zur Vorbeugung und Linderung der Beschwerden kann zinkhaltige Salbe verwendet werden.